# Luís Augusto Rebelo da Silva
Luís Augusto Rebelo da Silva (Lisboa, 2 de Abril de 1822 — Lisboa, 19 de Septembro de 1871) foi um jornalista, historiador, romancista e político português, colaborador activo de múltiplos periódicos e membro das tertúlias intelectuais e políticas lisboetas da última metade do século XIX. Foi um dos primeiros professores do Curso Superior de Letras, fundado em 1859 por D. Pedro V, leccionando a cadeira de História. Colaborando em múltiplos jornais e revistas, Rebelo da Silva afirmou-se como o mais prolífico dos escritores românticos portugueses, distinguindo-se ainda como orador e político, tendo exercido, entre outros, os cargos de deputado, par do Reino e ministro. Foi pai de Luís António Rebelo da Silva, cientista e professor de Agronomia, que lhe sucedeu na Câmara dos Pares.

## Biografia
Luís Augusto Rebelo da Silva nasceu em Lisboa, a 2 de Abril de 1822, filho de Luís António Rebelo da Silva (1783-1847), homem de talento, magistrado e jurisconsulto notável, que fora deputado às Cortes Gerais e Extraordinárias da Nação Portuguesa de 1821 e membro da Regência do Brasil de 1822 e de Ana Joaquina da Conceição de Lima. Nos períodos em que se deslocava para fora de Lisboa, a família de Rebelo da Silva viveu na Quinta do Desembargador, ou Quinta das Rebelas, no atual Vale de Santarém, quinta visitada, entre outros intelectuais, por Almeida Garrett e Alexandre Herculano. Aquela quinta serviu de cenário à casa da Joaninha, de que Almeida Garrett fala na sua conhecida obra Viagens na Minha Terra. Com o passar do tempo o imóvel foi-se degradando, tendo sofrido um incêndio em 1990, que o reduziu às paredes.
Depois de estudos preparatórios em Lisboa ingressou na Universidade de Coimbra, estudando Matemática. Aparentemente por razões de saúde, cedo abandonou o curso, regressando a Lisboa. Passou então a dedicar-se aos estudos humanísticos e ingressou na Sociedade Escolástico-Filomática, a que pertencia Alexandre Herculano, o qual lhe facilitou o acesso à Biblioteca da Ajuda, o que lhe permitiu aprofundar os conhecimentos históricos de que dispunha.

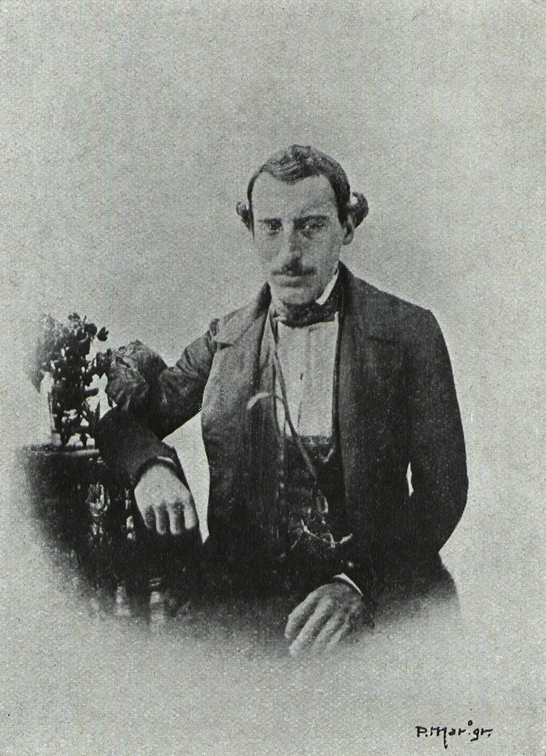
Daguerreótipo de Rebelo da Silva aos 25 anos, c. 1847

Foi professor de História no Curso Superior de Letras. Era sócio da Academia Real das Ciências de Lisboa (desde 1854) e membro do Conservatório Nacional, do Instituto de Coimbra e de várias instituições brasileiras. Fez parte do Conselho Superior de Instrução Pública. Após a sua morte, as suas obras completas foram publicadas em 41 volumes pela Empresa da História de Portugal (1909).
Em 28 de Julho de 1861, foi um dos sócios fundadores da Comissão Central 1.º de Dezembro de 1640.
Casou, em 26 de Março de 1854, na Igreja de Santo André, em Lisboa, com Maria Henriqueta Teixeira Coelho de Melo Ribeiro, de quem teve quatro filhos e três filhas.
Faleceu aos 49 anos de idade, pelas 9 horas de 19 de Setembro de 1871, na sua residência, números 61 a 63, segundo andar, Rua da Escola Politécnica, freguesia de São Mamede (Lisboa). Encontra-se sepultado no jazigo n.º 675 do Cemitério dos Prazeres.

## Obra literária
Na senda de Alexandre Herculano e de Almeida Garrett, com os quais privou, publicou um vasto conjunto de obras sobre História de Portugal, com destaque para História de Portugal nos Séculos XVII e XVIII, Memoria sobre a População e a Agricultura de Portugal e uma série de romances históricos à maneira de Alexandre Herculano, entre eles Rauço por Homízio, Ódio Velho não Cansa. Embora de tema mais recente, localizado na fase inicial da Guerra Peninsular, obteve grande êxito o seu romance histórico A Casa dos Fantasmas.
Também se deve a Rebelo da Silva um dos contos clássicos da literatura portuguesa, A Última Corrida de Touros Reais em Salvaterra. Baseado num marcante episódio da História de Portugal e publicado em 1848, este conto está na origem de múltiplas obras posteriores, entre as quais o famoso fado de que é epónimo.
Contudo, as suas obras mais marcantes são a A Mocidade de D. João V, um êxito literário e de vendas que o próprio autor adaptou ao teatro com a colaboração de Ernesto Biester, e a sua obra-prima Lágrimas e Tesouros, publicada em 1863.
A maioria da sua obra foi inicialmente publicada nos múltiplos periódicos em que colaborou, com destaque para O Cosmorama Literário, a Revista Universal Lisbonense, O Panorama (1837-1868), a Ilustração Luso-Brasileira  (1856-1859) o Arquivo Pitoresco (1857-1868), A Época  (1848-1849) jornal que fundou e dirigiu juntamente com Rebelo da Silva, e a Revista Contemporânea de Portugal e Brasil  (1859-1865). Dedicou-se também à tradução, com destaque para as obras de carácter dramático, entre as quais Otelo, ou o Mouro de Veneza e a obra Imitação de Shakespeare, publicada em 1856.
As suas Obras Completas incluem também um estudo em três volumes sobre a Arcádia Portuguesa, uma Memória biográfica e literária acerca de Manuel Maria Barbosa du Bocage e múltiplos outros trabalhos em que a crítica literária é o esteio fundamental, entre os quais Apreciações Literárias, uma recolha póstuma, feita pelos editores, de textos dispersos pela imprensa da época.

## Lista de Obras
- A Casa dos Fantasmas (Volume I)  (eBook)
- A Casa dos Fantasmas (Volume II) (eBook)
- Contos e Lendas (eBook)
- Varões Ilustres
- Odio Velho Não Cansa
- História de Portugal dos Séculos XVI e XVII
- Fastos da Igreja
- Rauço por Homizio